# Samuel Sebastian Wesley

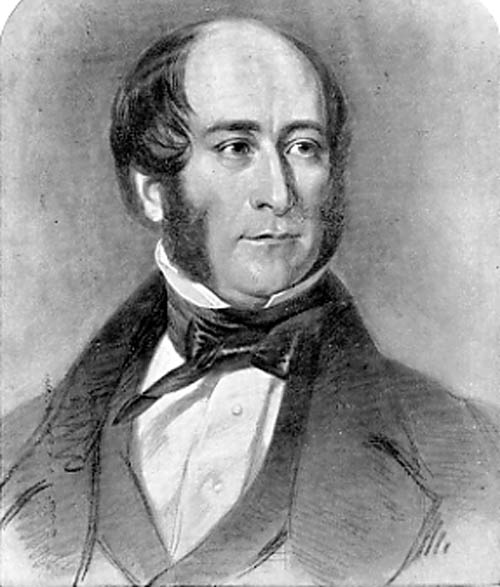
Samuel Sebastian Wesley

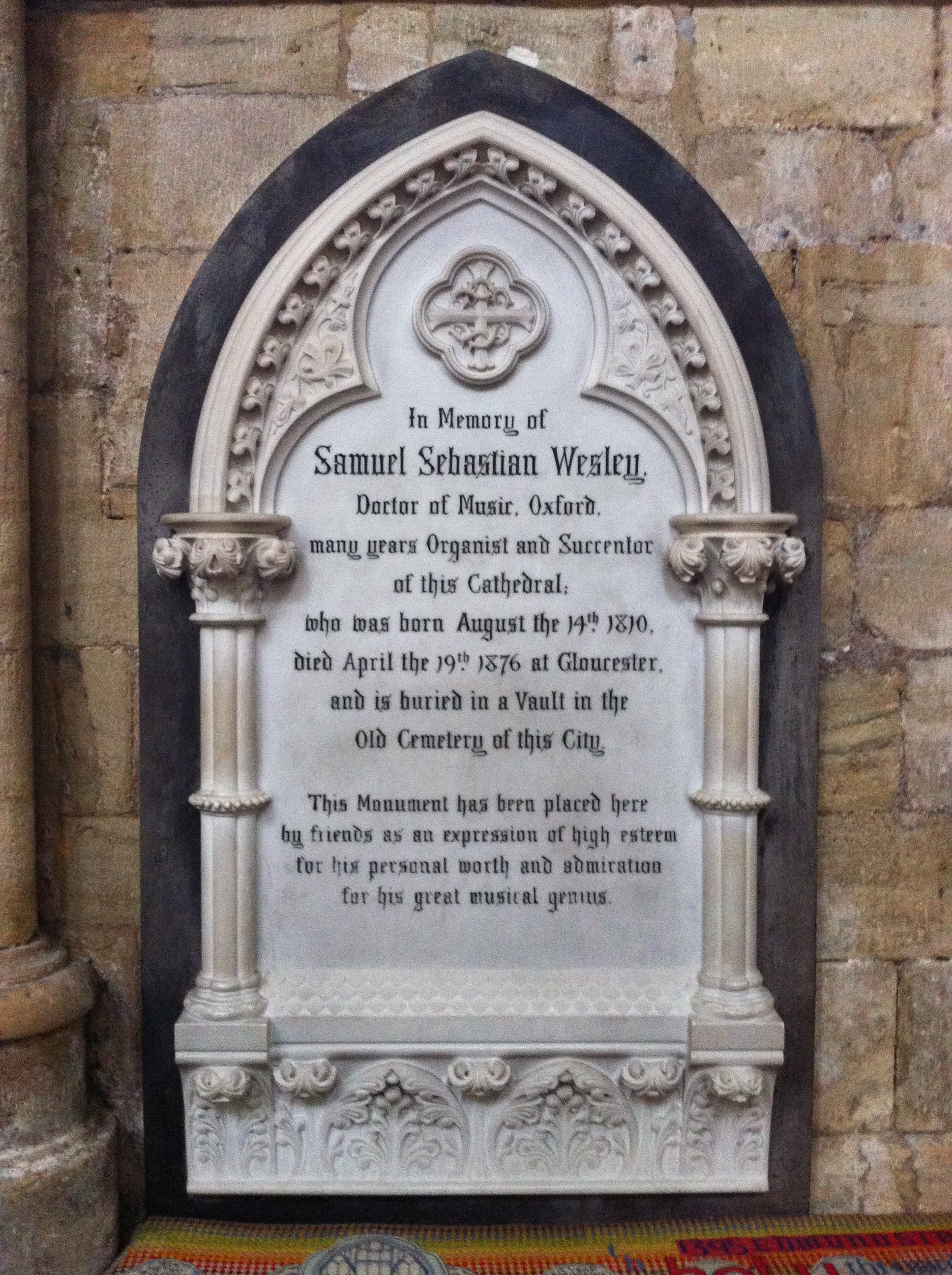
Gedenktafel in der Kathedrale von Exeter

Samuel Sebastian Wesley (* 14. August 1810 in London; † 19. April 1876 in Gloucester) war ein englischer Organist, Chorleiter und Komponist.

## Leben
Samuel Sebastian Wesley war ein Sohn des Organisten und Komponisten Samuel Wesley aus dessen nichtehelicher Verbindung mit seiner Hausangestellten Sarah Suter und ein Enkel des anglikanischen Pfarrers, Methodistenpredigers und Kirchenlieddichters Charles Wesley. Lebensunterhalt, schulische und musikalische Ausbildung erhielt er vom 7. Lebensjahr an als Mitglied der Chapel Royal. Nach einem Studium in Oxford mit Doktortitel wurde er 1829 Pianist und Chorleiter am Adelphi Theatre. Ab 1832 war er Organist und Chorleiter an bedeutenden anglikanischen Kirchen und Kathedralen: 1832–1835 in Hereford, 1835–1842 in Exeter, 1842–1849 Leeds, 1849–1865 in Winchester und von 1865 bis zu seinem Tod an der Kathedrale von Gloucester. 
Sein Grab ist auf dem St. Bartholomew Cemetery in Exeter, wo 1840 bereits seine als Kind verstorbene Tochter Mary beigesetzt worden war.
Als Kirchenmusiker und Kirchenkomponist erlangte er Berühmtheit in seiner Zeit und Wertschätzung bis ins 21. Jahrhundert. Einige seiner Liedmelodien wurden populär, so Jerusalem the Golden und My High Tower. In deutsche Gesangbücher fand seine Melodie Aureliaⓘ mit Samuel John Stones The Church’s one Foundation (deutsch: Die Kirche steht gegründet) Eingang (Evangelisches Gesangbuch 264, Gotteslob 482).